# Croaghonagh Bog SAC
Croaghonagh Bog SAC este o arie protejată (arie specială de conservare — SAC, sit de importanță comunitară — SCI) din Irlanda întinsă pe o suprafață de 248,72 ha, integral pe uscat.

## Localizare
Centrul sitului Croaghonagh Bog SAC este situat la coordonatele 54°44′24″N 7°54′42″W / 54.739937°N 7.911782°V.

## Înființare
Situl Croaghonagh Bog SAC a fost declarat sit de importanță comunitară în ianuarie 2002 pentru a proteja 1 specie de animale. Situl a fost protejat și ca arie specială de conservare în decembrie 2019.

## Biodiversitate
Situată în ecoregiunea atlantică, aria protejată conține 1 habitat natural: Turbării de acoperire (* exclusiv pentru turbării active).
La baza desemnării sitului se află o specie protejată de  păsări: Anser albifrons flavirostris.
Pe lângă speciile protejate, pe teritoriul sitului au mai fost identificate 1 specie de păsări, 1 specie de mamifere.